# Limnichus aurosericus
Limnichus aurosericus är en skalbaggsart som beskrevs av Jacquelin du Val 1857. Limnichus aurosericus ingår i släktet Limnichus och familjen lerstrandbaggar. Inga underarter finns listade i Catalogue of Life.